# Волк на пороге
«Волк на пороге» (фр. Gauguin, le loup dans le soleil, дат. Oviri) — датско-французский совместный биографический художественный фильм 1986 года, снятый режиссёром Хеннингом Карлсеном.
Премьера фильма состоялась в Дании 5 сентября 1986, во Франции — 13 мая 1987 года.
Фильм — участник основного конкурса 43-го Венецианского международного кинофестиваля.

## Сюжет
Биографический фильм, рассказывающий о французском художнике Поле Гогене. В фильме показаны последние годы жизни и творчества художника. В это время он возвращается в Париж после долгого пребывания на Таити, где Гогену не удалось найти ни денег, ни счастья. Во Франции Гоген
также сталкивается с нищенским существованием и вынужден противостоять своей жене, детям и своей бывшей возлюбленной.
Поль Гоген наблюдает за распадом группы его художников, встречается с Дега и Стриндбергом, заводит романы с моделями, продаёт своё самое ценное имущество (картины) и собирается обратно на Таити. Гоген оказывается горько разочарованным, но полным надежд.
«Овири» («Дикарь»), так назвали знаменитого художника эпохи постимпрессионизма Поля Гогена. Такое имя он получил, когда жил на Таити.

## В ролях
- Дональд Сазерленд — Поль Гоген
- Макс фон Сюдов — Август Стриндберг
- Жан Янн —  Уильям Молар
- Софи Гробёль —  Джудит Молар
- Валерий Гландут — Анна
- Гита Нёрбю — Ида Молар
- Мерете Фольдштедлунд — Метте Гад
- Сольбьёрг Хёйфельдт
- Фанни Бастьен — Жюльет Юэ
- Ёрген Реенберг — Эдуард Брандес
- Хенрик Ларсен — Жюльен Леклерк
- Ив Барсак —  Эдгар Дега
- Томас Антони —  Журдан
- Кристина Дубин —  Алин Гоген
- Вивьен Макки

## Награды
- 1986 год — Хеннинг Карлсен номинант на премию «Золотой лев» Венецианского кинофестиваля.
- Датская кинопремия «Бодиль» и «Роберт» Софи Гробёль за лучшую женскую роль второго плана 1987 года.